# Serie A 2018/2019
Soutěžní ročník Serie A 2018/19 byl 117. ročník nejvyšší italské fotbalové ligy a 87. ročník od založení Serie A. Soutěž začala 18. srpna 2018 a skončila 26. května 2019. Účastnilo se jí opět 20 týmů z toho 17 se kvalifikovalo z minulého ročníku. Poslední tři týmy předchozího ročníku, jimiž byli FC Crotone, Hellas Verona FC a poslední tým ročníku - Benevento Calcio, sestoupily do druhé ligy. Opačným směrem putovaly Empoli FC (vítěz druhé ligy), Parma Calcio 1913 a Frosinone Calcio která po obsazení 3. místa v ligové tabulce, zvítězila v play-off.
Titul v soutěži obhajoval opět Juventus FC, který v minulém ročníku získal již 34. prvenství v soutěži a sedmí v řadě.

## Přestupy hráčů
| Jméno             | odkud             | kam             | cena            |  |
| ----------------- | ----------------- | --------------- | --------------- |  |
| Cristiano Ronaldo | Real Madrid       | Juventus FC     | 117 000 000 eur |  |
| Alisson Becker    | AS Řím            | Liverpool FC    | 62 500 000 eur  |  |
| Jorginho          | SSC Neapol        | Chelsea FC      | 57 000 000 eur  |  |
| João Cancelo      | Valencia CF       | Juventus FC     | 40 400 000 eur  |  |
| Douglas Costa     | FC Bayern Mnichov | Juventus FC     | 40 000 000 eur  |  |
| Radja Nainggolan  | AS Řím            | FC Inter Milán  | 38 000 000 eur  |  |
| Felipe Anderson   | SS Lazio          | West Ham United | 38 000 000 eur  |  |
| Lucas Paquetá     | CR Flamengo       | AC Milán        | 35 000 000 eur  |  |
| Krzysztof Piątek  | Janov CFC         | AC Milán        | 35 000 000 eur  |  |
| Leonardo Bonucci  | AC Milán          | Juventus FC     | 35 000 000 eur  |  |

## Složení ligy v tomto ročníku
| Klub               | Město     | Stadión                 | Kapacita | Trenér                                                                               | 2017/18          |
| ------------------ | --------- | ----------------------- | -------- | ------------------------------------------------------------------------------------ | ---------------- |
| Atalanta BC        | Bergamo   | Atleti Azzurri d'Italia | 21 300   | Gian Piero Gasperini                                                                 | 7.               |
| Bologna FC 1909    | Bologna   | Renato Dall'Ara         | 38 279   | Filippo Inzaghi (do 21. kola) Siniša Mihajlović                                      | 15.              |
| Cagliari Calcio    | Cagliari  | Sardegna Arena          | 16 233   | Rolando Maran                                                                        | 16.              |
| Empoli FC          | Empoli    | Carlo Castellani        | 16 280   | Aurelio Andreazzoli (do 11. kola) Giuseppe Iachini (do 27. kola) Aurelio Andreazzoli | Serie B          |
| S.P.A.L.           | Ferrara   | Paolo Mazza             | 13 020   | Leonardo Semplici                                                                    | 17.              |
| ACF Fiorentina     | Florencie | Artemio Franchi         | 43 147   | Stefano Pioli (do 31. kola) Vincenzo Montella                                        | 8.               |
| Frosinone Calcio   | Frosinone | Benito Stirpe           | 16 310   | Moreno Longo (do 16. kola) Marco Baroni                                              | Serie B          |
| Janov CFC          | Janov     | Luigi Ferraris          | 36 685   | Davide Ballardini (do 8. kola) Ivan Jurić (do 14. kola) Cesare Prandelli             | 12.              |
| UC Sampdoria       | Janov     | Luigi Ferraris          | 36 685   | Marco Giampaolo                                                                      | 10.              |
| AC Milán           | Milán     | Giuseppe Meazza         | 80 080   | Gennaro Gattuso                                                                      | 6.               |
| FC Inter Milán     | Milán     | Giuseppe Meazza         | 80 080   | Luciano Spalletti                                                                    | 4.               |
| SSC Neapol         | Neapol    | San Paolo               | 60 240   | Carlo Ancelotti                                                                      | Stříbrná medaile |
| Parma Calcio 1913  | Parma     | Ennio Tardini           | 22 350   | Roberto D'Aversa                                                                     | Serie B          |
| AS Řím             | Řím       | Olimpico                | 70 634   | Eusebio Di Francesco (do 26. kola) Claudio Ranieri                                   | Bronzová medaile |
| SS Lazio           | Řím       | Olimpico                | 70 634   | Simone Inzaghi                                                                       | 5.               |
| US Sassuolo Calcio | Sassuolo  | Giglio                  | 23 717   | Roberto De Zerbi                                                                     | 11.              |
| Turín FC           | Turín     | Olimpico di Torino      | 27 994   | Walter Mazzarri                                                                      | 9.               |
| Juventus FC        | Turín     | Juventus Stadium        | 41 507   | Massimiliano Allegri                                                                 |                  |
| Udinese Calcio     | Udine     | Friuli                  | 25 144   | Julio Velázquez (do 12. kola) Davide Nicola (do 28. kola) Igor Tudor                 | 14.              |
| AC ChievoVerona    | Verona    | Marc'Antonio Bentegodi  | 38 402   | Lorenzo D'Anna (do 8. kola) Gian Piero Ventura (do 12. kola) Domenico Di Carlo       | 13.              |

## Tabulka
| Poř. | Tým                | Z  | V  | R  | P  | VG | OG | B  |
| ---- | ------------------ | -- | -- | -- | -- | -- | -- | -- |
| 1.   | Juventus FC        | 38 | 28 | 6  | 4  | 70 | 30 | 90 |
| 2.   | SSC Neapol         | 38 | 24 | 7  | 7  | 74 | 36 | 79 |
| 3.   | Atalanta BC        | 38 | 20 | 9  | 9  | 77 | 46 | 69 |
| 4.   | Inter Milán        | 38 | 20 | 9  | 9  | 57 | 33 | 69 |
| 5.   | AC Milán 2         | 38 | 19 | 11 | 8  | 55 | 36 | 68 |
| 6.   | AS Řím             | 38 | 18 | 12 | 8  | 66 | 48 | 66 |
| 7.   | Turín FC           | 38 | 16 | 15 | 7  | 52 | 37 | 63 |
| 8.   | SS Lazio           | 38 | 17 | 8  | 13 | 56 | 46 | 59 |
| 9.   | UC Sampdoria       | 38 | 15 | 8  | 15 | 60 | 51 | 53 |
| 10.  | Bologna FC 1909    | 38 | 11 | 11 | 16 | 48 | 56 | 44 |
| 11.  | US Sassuolo Calcio | 38 | 9  | 16 | 13 | 53 | 60 | 43 |
| 12.  | Udinese Calcio     | 38 | 11 | 10 | 17 | 39 | 53 | 43 |
| 13.  | S.P.A.L.           | 38 | 11 | 9  | 18 | 44 | 56 | 42 |
| 14.  | Parma Calcio 1913  | 38 | 10 | 11 | 17 | 36 | 54 | 41 |
| 15.  | Cagliari Calcio    | 38 | 10 | 11 | 17 | 36 | 54 | 41 |
| 16.  | ACF Fiorentina     | 38 | 8  | 17 | 13 | 47 | 45 | 41 |
| 17.  | Janov CFC          | 38 | 8  | 14 | 16 | 39 | 57 | 38 |
| 18.  | Empoli FC          | 38 | 10 | 8  | 20 | 51 | 70 | 38 |
| 19.  | Frosinone Calcio   | 38 | 5  | 10 | 23 | 29 | 69 | 25 |
| 20.  | AC ChievoVerona 1  | 38 | 2  | 14 | 22 | 25 | 75 | 17 |

Poznámky
- Z = Odehrané zápasy; V = Vítězství; R = Remízy; P = Prohry; VG = Vstřelené góly; OG = Obdržené góly; B = Body
- 1  AC ChievoVerona přišla během sezóny o 3 body.
- 2  AC Milán byl vyloučen z Evropské ligy kvůli porušení finančních pravidel UEFA.

|  | Mistr ligy a přímý postup do Ligy mistrů 2019/20 |
|  | Přímý postup do Ligy mistrů 2019/20              |
|  | Přímý postup do Evropské ligy UEFA 2019/20       |
|  | Postup do předkola Evropské ligy UEFA 2019/20    |
|  | Sestup do Serie B 2019/20                        |

## Střelecká listina
Nejlepším střelcem tohoto ročníku Serie A se stal italský útočník ve službách klubu UC Sampdoria Fabio Quagliarella. Hráč vstřelil 26 branek.
| P.  | Nár         | Hráč               | Tým                  | Branky |
| --- | ----------- | ------------------ | -------------------- | ------ |
| 1.  | Itálie      | Fabio Quagliarella | UC Sampdoria         | 26     |
| 2.  | Kolumbie    | Duván Zapata       | Atalanta BC          | 23     |
| 3.  | Polsko      | Krzysztof Piątek   | Janov CFC + AC Milán | 22     |
| 4.  | Portugalsko | Cristiano Ronaldo  | Juventus FC          | 21     |
| 5.  | Polsko      | Arkadiusz Milik    | SSC Neapol           | 17     |
| 6.  | Itálie      | Leonardo Pavoletti | Cagliari Calcio      | 16     |
| 6.  | Belgie      | Dries Mertens      | SSC Neapol           | 16     |
| 6.  | Itálie      | Francesco Caputo   | Empoli FC            | 16     |
| 6.  | Itálie      | Andrea Petagna     | S.P.A.L.             | 15     |
| 10. | Itálie      | Ciro Immobile      | SS Lazio             | 15     |
| 10. | Itálie      | Andrea Belotti     | Turín FC             | 15     |

## Vítěz
| Serie A 2018/19 Juventus FC (35. titul) |